# أنهيدريد المالييك
أنهيدريد المالييك هو مركب عضوي صيغته الكيميائية C4H2O3، وهو أنهيدريد حمض (بلا ماء) المالييك.

## التحضير
يحضر أنهيدريد المالييك من الأكسدة الحفزية للبوتان النظامي، كما يمكن أن تتم عبر أكسدة البنزبن أيضاً. لهذه العملية يستخدم عادة حفازات من أكسيد الفاناديوم الخماسي V2O5 أو أكسيد الموليبدنوم السداسي MoO3. مع العلم أن الأكسدة عبر طريق البوتان (4 ذرات كربون) أكثر كفاءة من طريق أكسدة البنزين (6 ذرات كربون) وفق مبادئ الاقتصاد الذري.

## الخواص
يوجد المركب في الشروط القياسية على شكل صلب بلوري أبيض اللون، يتفكك عند التماس مع الماء، لكنه ينحل في المذيبات العضوية.
يعد المركب ركازة تقليدية في تفاعل ديلز-ألدر. وفي وجود الأشعة فوق البنفسجية يحدث للمركب تفاعل ديمرة في تفاعل كيميائي ضوئي:

## الاستخدامات
للمركب العديد من التطبيقات، فهو يستخدم مثلاً في مجال إنتاج أفلام التغطية وفي صناعة اللدائن.